# Henri Boitiat
Henri Boitiat, né en 21 avril 1866 à Pouilly-sur-Loire et mort le 19 mai 1944 à Fontainebleau, est un artiste peintre français

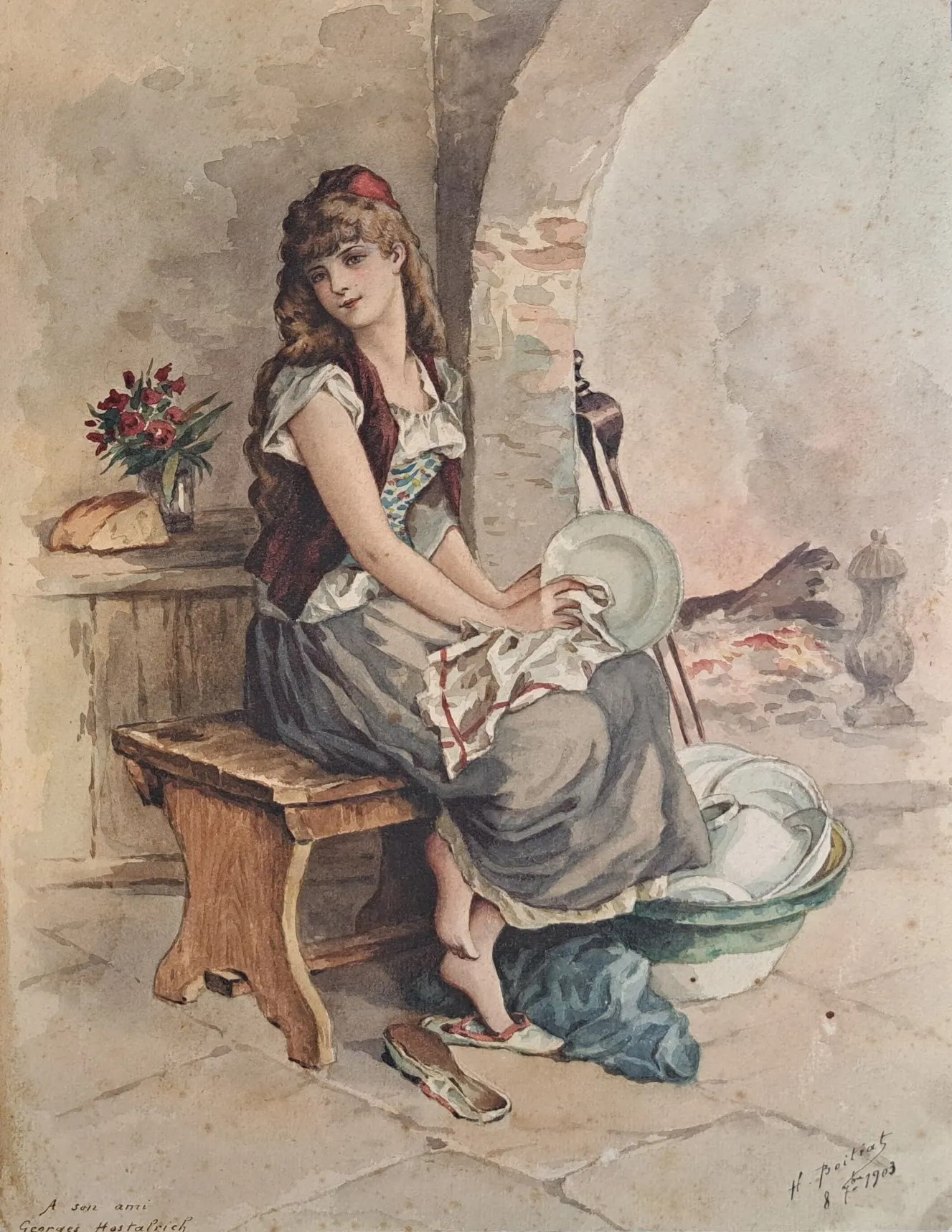
Aquarelle 32,5x25 cm

## Biographie
Henri Célestin Boitiat est inspecteur de l’Enseignement primaire et exerce à Perpignan et à Montargis avant de s’installer à Fontainebleau en 1919. Il prend sa retraite à la fin des années 1920, en restant inspecteur honoraire. Il est mort le 19 mai 1944, à l’âge de 78 ans, à Fontainebleau, en son domicile sis 4 rue Félix-Herbet.

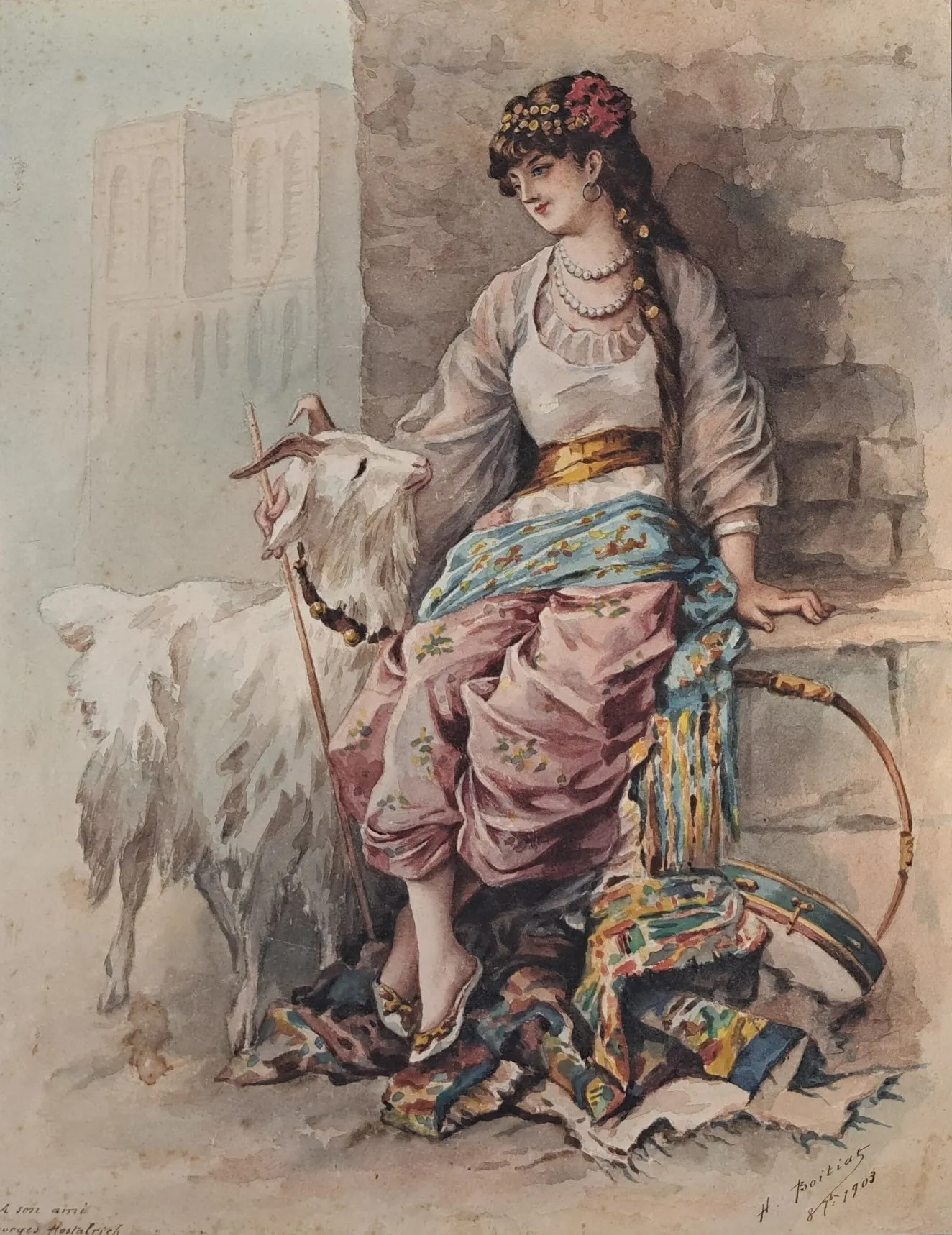
Aquarelle 32,5x25 cm